# Blood Axis
Blood Axis ist ein Projekt von Michael Moynihan, das musikalisch dem Neofolk zuzuordnen ist. Neben Moynihan sind Robert Ferbrache und Moynihans Lebensgefährtin Annabel Lee Bestandteil der Besetzung.

## Bandgeschichte
Moynihan gründete nach einer Japan-Tournee mit Boyd Rice 1989 das Projekt Blood Axis, das bereits seit Mitte der 1980er von ihm geplant wurde. 1991 erschienen die ersten beiden Stücke auf der Kompilation The Lamp of the Invisible Light von Cthulhu Records aus Deutschland. 1994 erschienen auf Im Blutfeuer, einem weiteren, ebenfalls als legendär geltenden Sampler dieses Labels, eine Coverversion des Joy-Division-Klassikers They Walked in Line und The Storm Before the Calm, Part One. Beide Stücke entstanden unter Beteiligung des The-Electric-Hellfire-Club-Frontmannes und Church-of-Satan-Mitglieds Reverend Thomas Thorn (Alfred Thomas). Die Coverversion erschien außerdem als Split-Single mit der österreichischen Neofolk-Band Allerseelen.
1995 erschien das Debütalbum The Gospel of Inhumanity, dessen Cover das Gemälde Der Krieg von Franz von Stuck zeigt. Das Album enthielt diverse Samples einiger klassischer Stücke, diverser Dichterlesungen von beispielsweise Klaus Kinski und Ezra Pound, sowie Auszüge aus den Filmen Uhrwerk Orange und The Wicker Man. Einige Lieder suchen auch die Nähe zur Rockmusik. Für die Produktion zeigte sich Robert Ferbrache verantwortlich. Der aus Denver stammende Künstler arbeitete vorher bereits mit Bands wie 16 Horsepower zusammen.
Kurz nach Erscheinen des Albums stößt die Violinistin Annabel Lee zur Gruppe, die vorher in diversen Experimentalfilmen von Richard Kern mitwirkte. 1998 erschien ein Livemitschnitt unter dem Titel Blót: Sacrifice in Sweden auf dem schwedischen Industrial-Label Cold Meat Industry. Das Livealbum stammt von einem Auftritt im schwedischen Linköping am 15. November 1997 und enthält drei neue Lieder.
2001 erscheint eine Kollaboration mit der französischen Band Les Joyaux de la Princesse unter dem Titel Absinthe – La Folie Verte, ein Konzeptalbum über den Absinth. 2002 erscheint eine Box, die außerdem noch eine Liveaufnahme in Portugal präsentiert und diverse Gimmicks enthielt. 2004 erschien das Livealbum auch einzeln unter dem Titel Absinthia Taetra. Blood Axis ist des Weiteren auf einigen Kompilationen der Neofolk-Szene vertreten.
Im Vorfeld zu ihren jeweiligen Alben veröffentlichten Blood Axis und Andrew King 2010 eine auf 500 Exemplare limitierte Split-Single mit Alternativversionen dort erscheinender Lieder, die beide auf mittelalterlichen Texten basieren. Moynihan singt dabei den Text zu Owê war sint verswunden (bei Blood Axis The Dream) im mittelhochdeutschen Original (wenngleich mit Akzent), wobei er nicht alle Töne sauber trifft. Die Texte liegen jeweils im Original und Moynihans englischer Übersetzung bei. Im März 2010 erschien daraufhin das zweite Studioalbum des Projekts unter dem Titel Born Again. Auf dem Album finden sich unter anderem Vertonungen von Gedichten in altenglischer, mittelhochdeutscher und neuhochdeutscher Sprache, welche ebenfalls von Moynihan in modernes Englisch übersetzt und im Beiheft abgedruckt wurden.
2011 erschien unter seinem ursprünglichen Arbeitstitel Ultimacy ein Sammelalbum aller Singles und Sampler-Beiträge der zwanzigjährigen Bandgeschichte von 1991 bis 2011.

## Kritik

Verwendung ca. 1996
Symbol der Flagge des Austrofaschismus

Verwendung ca. 1998
Symbol des Ordo Novi Templi

Blood Axis und im Besonderen Michael Moynihan beziehen sich laut kritischen Analysen positiv auf faschistische beziehungsweise nationalsozialistische Ideologien und deren okkultes Umfeld. Anhaltspunkte finden sich viele in seinem Werk. So benutzte er zur Untermalung der Joy-Division-Coverversion den Klang marschierender Soldaten und Auszüge einer Hitler-Rede. Er änderte auch den Text der Vorlage, so wird aus dem kritisch-distanzierten Refrain They walked in line des Originals bei Moynihan das affirmative We walked in line. Weitere Stücke von Blood Axis benutzen Samples des britischen Faschisten Oswald Mosley, beziehen sich positiv auf nationalsozialistische Ideologen wie Alfred Rosenberg und Karl Maria Wiligut. Vor Wiliguts Grab ließ Moynihan sich zudem für das Beiheft zu Im Blutfeuer fotografieren.
Der Bandname Blood Axis bezieht sich außerdem auf die Achsenmächte und Moynihan benutzt als Bandsymbol ein Kruckenkreuz, wobei er exakt die Gestaltungen des Neutempler-Ordens des Ariosophen Jörg Lanz von Liebenfels, als auch die des Austrofaschismus übernahm. Außerdem beinhaltet es andere Symbole wie die Swastika in links- und rechtsdrehender Variante und vier Thorshämmer.
Moynihan sieht sich selbst als Freidenker und bezeichnet solcherlei Vorwürfe als „pervers[e], psychologisch[e] Projektion“. Im Gegenzug versteht er Blood Axis als Gesamtkunstwerk, das frei von irgendwelchen Dogmen sei:

„Blood Axis zelebriert das freie Denken und lehnt alle totalitären Ideologien des 20. Jahrhunderts ab. Blood Axis ist und bleibt eine Band von ewigen Außenseitern, deren primäres Interesse in der kreativen Kunst liegt und die nicht im geringsten an Politik interessiert sind. Blood Axis fördert bilderstürmerisches Denken anstelle von selbstgefälligen Mutmaßungen, geistlosen Konformismus und gesellschaftspolitischen, moralischen oder religiösen Dogmen. Blood Axis repräsentiert die Grauzone der Mehrdeutigkeit fernab simplifizierender Kategorien oder utopischen Fantasien.“

Der Kulturwissenschaftler und Autor Alexander Nym bezeichnet die Musiker als „Hippies“, die Folkmusik spielen. Moynihans rechte Phase sei auf die Zeit seiner „Beschäftigung mit den esoterischen Grundlagen der NS-Zeit Anfang bis Mitte der Neunziger Jahre“ beschränkt. Seiner Einschätzung nach sei Moynihan „einer der anarchistischen [P]ost-Industrial-Künstler […], bei denen es damals hip war, die politisch korrekten Alltagsnazis - also Zensoren und besorgte Spießbürger ebenso wie die vorgebliche ‚Alternativ-Kultur‘ - in den USA mit dem Schreckgespenst Nazi-Satanismus zu provozieren“.

## Diskografie
- 1991: Lord of Ages und Electricity auf The Lamp of the Invisible Light (Cthulhu Records)
- 1994: Walked in Line und The Storm Before the Calm, Part One auf Im Blutfeuer (Cthulhu Records)
- 1995: Walked in Line / Ernting (Split-EP mit Allerseelen; Storm)
- 1995: The Abattoir Eternal auf The Electric Hellfire Clubs Kiss the Goat (Cleopatra Records)
- 1996: The Gospel of Inhumanity (Cthulhu Records, Storm)
- 1996: Eternal Soul (Germania Mix) auf The Pact: Flying In The Face… (Asafoetida)
- 1996: Bearer of 10,000 Eyes / Lord of Ages auf Mysteria Mithrae (Athanor)
- 1997: Life auf Souvenirs from Hell (Cthulhu Records)
- 1998: Blot: Sacrifice in Sweden (Cold Meat Industry)
- 1998: Käferlied / Brian Boru (Split-EP mit Allerseelen; Stateart)
- 1998: Herjafather auf Cavalcare la tigre – Julius Evola: Centenary (Eis und Licht)
- 1998: The Hangman and the Papist auf The Nitha Fields (Ultra!)
- 2000: Der gefallene Engel auf Saturn Gnosis (Loki Foundation) und The Pact: …of the Gods (Fremdheit)
- 2001: Witch-Hunt: The Rites of Samhain (CD-R mit In Gowan Ring)
- 2001: Absinthe: La Folie Verte (Split-CD mit Les Joyaux de la Princesse; Athanor)
- 2002: Special DTS CD (Split-DTS-CD mit Robert N. Taylor)
- 2003: Wir rufen Deine Wölfe auf Wir rufen Deine Wölfe (Aorta)
- 2004: Absinthia Taetra (Split-CD mit Les Joyaux de la Princesse; Athanor)
- 2005: Surrounded (CD-R)
- 2005: The Ride auf Looking for Europe – The Neofolk Compendium (Auerbach Tonträger)
- 2007: Legends of the S.S. auf The Appeal of Discarded Orthodoxy: A Tribute to David E. Williams (Old Europa Café)
- 2010: The Dream / Fröleichen so well wir (Split-7" mit Andrew King; Storm)
- 2010: Born Again (Storm)
- 2011: Ultimacy (Storm)